# 海のはじまり
『海のはじまり』（うみのはじまり）は、2024年7月1日から9月23日までフジテレビ系「月9」枠にて放送されたテレビドラマ。主演は目黒蓮。
元恋人の死をきっかけに、娘の存在を知る主人公を描いた、生方美久脚本のオリジナル作品。

## あらすじ
月岡夏は大学時代、南雲水季という女性と交際していた。しかし、就職活動を控えた時期に水季に別れを告げられそのまま別れることに。それから7年後、社会人になった夏は友人からの連絡で水季が亡くなったことを伝えられる。彼女の葬儀に赴いた夏は海という少女と出会うがその子が夏の実子であることが判明。娘の存在を知った夏は父としての役割を果たそうと海と向き合っていく。

## キャスト

### 主要人物
月岡夏（つきおか なつ）〈28〉
演 - 目黒蓮
主人公。印刷会社「イバタ印刷」に勤務している。3歳の頃に両親は離婚し母親に引き取られた。自分の気持ちをうまく言葉に出来ず、周りに流されやすい。
百瀬弥生（ももせ やよい）〈30〉
演 - 有村架純
夏と交際している恋人。化粧品メーカーの開発部で働く。真面目で几帳面な性格。

### 月岡家
月岡大和（つきおか やまと）〈25〉
演 - 木戸大聖
夏の弟。幼い頃に実母を亡くし、7歳の時に父・和哉の再婚によって夏と兄弟になった。
月岡和哉〈56〉
演 - 林泰文
夏の継父。
月岡ゆき子〈54〉
演 - 西田尚美
夏の母。

### 南雲家
南雲水季（なぐも みずき）
演 - 古川琴音
海の母で夏の成城明正大学時代の元恋人。マイペースな性格で生前は図書館に勤務していた。とある理由から夏と別れる決意をし、大学も中退した後は周囲のサポートを受けつつ海を育てていたが、子宮頸がんにより若くしてこの世を去る。墓石の刻印によると享年（数え年）27歳。特別編「恋のおしまい」では主人公を務める。
南雲海（なぐも うみ）〈6→7〉
演 - 泉谷星奈（1歳時：藤谷莉央、3歳時：泉谷月菜）
水季の娘で朱音の孫。夏が水季の葬儀で出会った少女。実は夏の実子だったことが判明する。
南雲朱音（なぐも あかね）〈70〉
演 - 大竹しのぶ
水季の母で海の祖母。水季とは時にすれ違い、ぶつかり合いながらも全力で愛情を注ぎ、1人で海を育てる決意をした彼女を影で見守っていた。水季が亡くなったと訃報が入ったときに自宅で水季の慰霊の写真と祭壇の目の前で涙を流し、大事な一人娘の死を悲しんだ。
南雲翔平（なぐも しょうへい）〈67〉
演 - 利重剛
朱音の夫。

### おだわら中央図書館
生前の水季の職場。
津野晴明（つの はるあき）〈32〉
演 - 池松壮亮
水季の職場の同僚、水季の子育てを全面的にサポートしていた。海の父親である夏に複雑な感情を抱いている。
三島芽衣子
演 - 山田真歩
図書館司書。津野や海のことを気に掛け、優しく見守るお姉さん的存在。
前田俊己
演 - 川﨑皇輝
津野の同僚の若手司書。

### 周辺人物
三谷彩子
演 - 杏花
弥生の職場での後輩。
乃木夏美
演 - 山谷花純
海が通う小田原市立・鴨宮小学校の担任。
藤井博斗
演 - 中島歩
夏の職場での同僚。
小出志織
演 - 奥田恵梨華（第3話 - ）
弥生の職場での先輩。子供が二人いる。

### ゲスト

#### 第1話
真山純希
演 - 須藤蓮
夏の大学時代からの友人。
学生
演 - 湯川ひな、芹澤雛梨
成城明正大学の学生。夏に水季がなぜ大学を辞めたのかを質問する。
髙橋
演 - 瀬戸口祥侑
成城明正大学の柔道部の主将の大学生。新入生歓迎イベントで新入生を勧誘する。
担当者
演 - 小澤雄志、安宅陽子、加賀凪
弥生がミーティングする香料の担当者たち。
男性、女性
演 - 白畑真逸、渡会久美子
水季の葬儀に参列した親族。海の境遇を憐れむ。

#### 第2話
浅井悠馬
演 - 稲葉友（第4話）
弥生の元カレ。弥生は彼との間に出来た子供を中絶した過去がある。
寺井理央
演 - 井澤美遥（第4話・第5話・第10話・最終話）
教室の海の隣の席で両親との3人の絵を描く生徒。
女の子、母親
演 - 前田花、山乃桃子
図書館に「くまとやまねこ」の絵本を返しに来た女の子とその母親。

#### 第3話
大和の母
演 - 松本理沙（第7話）
大和の実母。故人。

#### 第4話
新田良彦
演 - 山崎樹範（第8話・最終話）
夏が写真の現像でよく訪れる写真屋「新田写真館」の店主。
弥生の母
声 - 杉咲佳穂（第5話）

店員
演 - 小田中里菜
弥生が浅井悠馬と会っていた喫茶店の店員。
- 望月めいり[31]

#### 第5話
水島亨、谷本杏里
演 - ハルキ、ハマカワフミエ（第11話）
弥生が通う美容院「スネイル」のスタッフ。
女性
演 - 加藤才紀子
「スネイル」の客。

#### 第6話
田辺繁
演 - 岩松了（最終話）
水季と海が暮らしたアパートの大家。
看護師
演 - 田川可奈美（第2話）
弥生と水季が通院した「ひかり産科クリニック」の看護師。

#### 第7話
男の子
演 - 近江晃成
図書館で借りた絵本「くまとやまねこ」を破いてしまい、津野に謝る。
保育士
演 - 納葉
海が通っていた「ふわり保育園」の保育士。

#### 第8話
溝江基晴
演 - 田中哲司
夏の実の父。夏が3歳の時に離婚してから、一度も会っていなかった。
アナウンサー
声 - 杉原千尋（フジテレビアナウンサー）（特別編）
夏が観ているテレビの週間天気予報の音声。

#### 特別編
- 堤礼実（フジテレビアナウンサー）[注 5]

#### 第9話
店員
演 - 古澤メイ
夏と弥生と海が訪れたブティックの店員。
かける
演 - 渋谷そらじ
父親とはぐれて泣いていた男の子。弥生が交番に連れて行った。
女の子
演 - 勅使瓦樹里
母親が戻ってくるまで弥生が相手をしていた女の子。算数が好きだと言う。

#### 第11話
児童
演 - 髙取青依良
海が転校した世田谷区立経堂西小学校で出来た友達。「途中まで一緒に帰ろ」と海を誘う。
演 - 田村奏多
同じく海の新しい友達。「海ちゃんってお母さんいないの？」と訊いてしまう。
深雪夜々
演 - 今田美桜（友情出演）
海を担当した美容院「スネイル」のスタッフ。

#### 最終話
商談相手
演 - 古川さら、小笠原佳秀、土屋いくみ
弥生と彩子と志織が会社でミーティングする相手。

## スタッフ
- 脚本 - 生方美久[1]
- 音楽 - 得田真裕[1]
- 主題歌 - back number「新しい恋人達に」（ユニバーサル シグマ）[47]
- 挿入歌-スピッツ「渚」
- 演出 - 風間太樹（AOI Pro.）、髙野舞、ジョン・ウンヒ（AOI Pro.）[1]、山岸一行
- スタイリスト - 柚木一樹
- 広報 - 小穴浩司
- 編成 - 渡辺恒也(#1) 草ケ谷大輔(#2〜)
- プロデュース - 村瀬健[1]
- 制作プロデュース - 唯野友歩（AOI Pro.）
- 制作協力 - AOI Pro.
- 制作・著作 - フジテレビ

## 放送日程
| 各話                                                                        | 放送日  | サブタイトル                                | 演出           | 視聴率 |
| --------------------------------------------------------------------------- | ------- | ------------------------------------------- | -------------- | ------ |
| 第1話                                                                       | 7月01日 | 『ママが大好きだった人』…親と子の愛の物語。 | 風間太樹       | 8.0%   |
| 第2話                                                                       | 7月08日 | あふれ出す…ふたをしていた想い。             | 風間太樹       | 8.1%   |
| 第3話                                                                       | 7月15日 | 大切な人を失うということ                    | 髙野舞         | 7.1%   |
| 第4話                                                                       | 7月22日 | なんで、好きなのに一緒にいちゃダメなの?     | ジョン・ウンヒ | 7.7%   |
| 第5話                                                                       | 7月29日 | 8年越しの告白…子供がいる                    | 風間太樹       | 7.2%   |
| 第6話                                                                       | 8月05日 | やっぱり産む事にした…出産を決めた本当の理由 | 髙野舞         | 6.1%   |
| 第7話                                                                       | 8月12日 | いちばん近くで支えてくれた人                | ジョン・ウンヒ | 6.8%   |
| 第8話                                                                       | 8月19日 | 実の父との再会…俺だって悲しいのに           | 風間太樹       | 7.4%   |
| 第9話                                                                       | 9月02日 | 「夏くんの恋人へ」                          | 髙野舞         | 7.6%   |
| 第10話                                                                      | 9月09日 | いなくならないで…ずっと一緒にいたい         | 山岸一行       | 8.1%   |
| 第11話                                                                      | 9月16日 | 「ママはいない人なの?」                     | ジョン・ウンヒ | 7.8%   |
| 最終話                                                                      | 9月23日 | 「夏くんへ」                                | 風間太樹       | 9.5%   |
| 平均視聴率 7.6%（視聴率はビデオリサーチ調べ、関東地区・世帯・リアルタイム） |         |                                             |                |        |
| 特別編                                                                      | 放送日  | サブタイトル                                | 演出           | 視聴率 |
| 特別編                                                                      | 8月26日 | 恋のおしまい                                | 山岸一行       | 6.7%   |

- 初回は21時 - 22時24分の30分拡大放送[4]。
- 目黒蓮が8月15日から体調不良により活動を休止し[51]、これを受け26日に予定されていた第9話の放送が1週延期され9月2日に放送されることとなった[52]。8月26日には特別編『恋のおしまい』を放送[52]。なお本作品は特別編を除き、全12話構成での放送を予定している[53]。

## 受賞・評価
- MIPCOM BUYERS' AWARD for Japanese Drama グランプリ[54]
- 株式会社TVerが発表した2024年夏期 総合番組再生ランキングにおいて7,148万回再生を記録し、7月〜9月期のTVerにおいて配信された全ての番組の中で1位となった[55]。
- 第121回ザテレビジョンドラマアカデミー賞 主演男優賞（目黒蓮）[56]
- Yahoo!検索大賞2024 ドラマ部門3位[57]
- TVstationドラマ大賞2024[58]
  - 主演男優賞（目黒蓮）
  - 新人賞（泉谷星奈）
- TVerアワード2024 ドラマ大賞[59]
- 第34回TV LIFE年間ドラマ大賞[60]
  - 作品賞
  - 主演男優賞（目黒蓮）
  - 主題歌賞（back number『新しい恋人達に』）

## スピンオフドラマ

### 兄とのはじまり
『兄とのはじまり』のタイトルで、動画配信サービス「TVer」にて、7月15日の第3話放送終了後から#1「夏」が配信。
夏の弟の大和を主人公に、兄弟の“はじまり”の物語を描く。各エピソードでは夏、水季、弥生、海にフォーカスし、それぞれの人物のバックグラウンドがより鮮明に描かれている。

#### キャスト（兄とのはじまり）
- 月岡大和 - 木戸大聖[62]（#1 - #4）
- 月岡ゆき子 - 西田尚美[62]（#1 - #4）
- 月岡和哉 - 林泰文[62]（#1 - #4）
- 月岡夏（幼少期） - 馬場律樹[63]（#1）
- 月岡大和（幼少期） - 須山結斗[64]（#1）
- 大和の母 - 松本理沙（写真出演）（#1）
- 月岡夏 - 目黒蓮[62]（#1・#3・#4）
- 百瀬弥生 - 有村架純[62]（#2・#3）
- 南雲海 - 泉谷星奈[62]（#4）
- 南雲水季 - 古川琴音[62]（#2・#4）

#### スタッフ（兄とのはじまり）
- 脚本 - 生方美久
- 音楽 - 得田真裕
- 主題歌 - back number「新しい恋人達に」（ユニバーサル シグマ）
- 演出 - 山岸一行
- プロデュース - 村瀬健
- 制作プロデュース - 唯野友歩
- 編成 - 草ヶ谷大輔
- 制作協力 - AOI Pro.
- 制作・著作 - フジテレビ

#### 配信日程（兄とのはじまり）
| 各話 | 配信日  | サブタイトル |
| ---- | ------- | ------------ |
| #1   | 7月15日 | 夏           |
| #2   | 7月22日 | 水季         |
| #3   | 7月29日 | 弥生         |
| #4   | 8月05日 | 海           |

### 親子は道半ば
『親子は道半ば』のタイトルで、動画配信サービス「FOD」にて、9月23日17時から配信。

#### キャスト（親子は道半ば）
- 海 - 泉谷星奈[66]
- 藤井博斗 - 中島歩[66]
- ひまり - 宮崎莉里沙[66]

#### スタッフ（親子は道半ば）
- 脚本 - 生方美久
- 演出 - 山岸一行